# پورتیو (شیلی)
پورتیو (به اسپانیایی: Portillo) یک پیست اسکی در شیلی است که در کوه‌های آند واقع شده‌است.